# Моя жизнь (Клинтон)
«Моя жизнь» (англ. My Life) —  книга-автобиография   бывшего президента Соединённых Штатов Билла Клинтона, который покинул свой пост 20 января 2001 года. Она была выпущена 22 июня 2004 года издательской группой Knopf и стала бестселлером — продано  свыше 2 250 000 экземпляров в мире. Сам Клинтон заработал  около 15 000 000 долларов.
В 2005 году Билл Клинтон, записавший аудиовариант своих мемуаров, получил премию «Грэмми» за лучший разговорный альбом.